# 寰宇通志
《寰宇通志》，明代官修的地理總志。
永樂十六年（1418年），戶部尚書夏原吉、內閣大學士楊榮、金幼孜等受命纂修《天下郡縣志》，颁纂修“郡县志凡例”共二十一条，書未成。景泰五年（1454年）七月編修《寰宇通志》，復遣進士王重等２９人分行全國各地取書，命陈循、高穀、王文等总裁纂修，景泰七年（1456年）五月完工。以現行行政區劃兩京、十三布政司為綱，府州為目，下設建置、沿革、郡名、山川、形勝、風俗、土產等三十八門，成書１１９卷。然因英宗復辟而不及頒佈。
天順二年（1458年）八月下令重修《寰宇通志》，在《寰宇通志》的基礎上編纂《大明一統志》。《大明一統志》成書後，《寰宇通志》即遭毁版，不再流行。